# L'Œil de l'autre
Pour plus de détails, voir Fiche technique et Distribution.
L'Œil de l'autre est un film français de John Lvoff sorti en 2005.

## Synopsis
Alice, jeune photographe, remplace un photographe renommé qui a mystérieusement disparu. Elle tente de reproduire les mêmes photos qu'il a fait l'année précédente, le même jour à la même heure, et comprend petit à petit le regard de l'autre photographe.

## Fiche technique
- Réalisation : John Lvoff
- Scénario : John Lvoff, Camille Fontaine
- Musique : Sarah Murcia
- Photographie : Sabine Lancelin
- Production : Martine Marignac
- Costumes : Nathalie Raoul
- Société de production : Pierre Grise Productions
- Lieu de tournage : Isère à Crémieu, Grenoble et Morestel
- Langue : français
- Genre : drame
- Durée : 84 minutes
- Date de sortie : 23 mars 2005

## Distribution
- Julie Depardieu : Alice
- Dominique Reymond : Juliette
- Éric Elmosnino : Jérôme
- André Marcon : Gaspard
- Lionel Parlier : Alain
- Marie Blanche
- Emmanuel de Chauvigny : Claude
- Bettina Kee
- Rémi Thiberge